# 雀莫错
雀莫错又名祖尔肯湖，是中华人民共和国青海省南部的一个内陆咸水湖，位于青海省海西蒙古族藏族自治州格尔木市唐古拉山镇境内，地处祖尔肯乌拉山盆地，长江正源沱沱河上游地区。属于构造湖。“雀莫错”系藏语音译，意为神女湖。“祖尔肯湖”为蒙古语，意为心形湖。湖面海拔4923米。湖的西、北、东三面被祖尔肯乌拉山围绕，东北方矗立有海拔5845米的雀莫山。 
入湖河流有12条，其中常流河为7条，以南部的波尔藏陇巴最大。流域内的植被以高山草甸为主。流域内属于草原半干旱气候，年平均气温-4.2℃，年均降水量200毫米。